# Senado (Camarões)
O Senado é a câmara alta do Congresso Nacional dos Camarões e, ao lado da Assembleia Nacional, faz parte do Poder Legislativo do país. Está na sua segunda legislatura, constituída em 25 de março de 2018.

## História
Foi criado, em 1996, após uma emenda à Constituição de Camarões criar a câmara alta.
No entanto, o poder de convocar o Colégio eleitoral e convocar eleições para o Senado permaneceu com o presidente Paul Biya, que optou por não fazê-lo até que ele assinou o decreto 2013/056, em 27 de fevereiro de 2013, que estabeleceu 14 de abril de 2013 como a data das primeiras eleições.

## Sistema eleitoral
O Senado tem 100 cadeiras, das quais 70 são eleitas e 30 indicadas pelo presidente, com cada região do país tendo dez senadores. Os senadores são eleitos pelos 10.636 membros dos 360 conselhos municipais existentes, ou seja, a população não vota diretamente no nome dos senadores.

## Legislaturas

### Primeira legislatura
As primeiras eleições para o Senado foram organizadas, em 14 de abril de 2013. Os 70 senadores foram eleitos após votação indireta, incluindo 56 do RDPC, no poder, e 14 do FSD, o principal partido da oposição. O número de senadores foi completado para 100 com a nomeação, pelo presidente da República, em 8 de maio de 2013, de outros 30 senadores.

### Segunda legislatura
As segundas eleições senatoriais foram realizadas, em 25 de março de 2018, e os resultados foram anunciados, em 5 de abril de 2018. Ao final da votação indireta, o RDPC conquistou 63 cadeiras e o FSD apenas sete, ou seja, o dobro da primeira legislatura. O presidente da República completou a lista para 100 conforme estipulado pela constituição ao nomear outros 30 senadores, em 12 de abril de 2018.

## Presidente
De acordo com a constituição dos Camarões, o mandato interino do presidente da República, em caso de vacância, por morte, renúncia ou impedimento permanente constatado pelo Conselho Constitucional, é exercido de pleno direito, até a eleição do novo presidente, pelo presidente do Senado, que, por sua vez, se for impedido, será substituído, segundo a ordem de precedência do Senado.
Marcel Niat Njifenji foi eleito presidente do Senado, em 12 de junho de 2013. Membro do gabinete político do Reunião Democrática do Povo de Camarões (RDPC), partido no poder, obteve 86 votos a favor, nenhum voto contra e 14 votos inválidos e Aboubakary Abdoulaye, chefe tradicional da região Norte, foi eleito o 1º vice-presidente do Senado.

## Atuais membros
Estes são os atuais senadores do país:
| Região        | Membros eleitos | Membros indicados                                                              |
| ------------- | --- | ------------------------------------------------------------------------------ |
| Adamawa       | Siroma Aboubakar Abdoulahi Maikano Paul Haman Paul Maande Joël Nguiebe Madeleine Haoua Tidjiani Ahmadou                                   | Hamadou Baba Sabo Moussa Gabdo Mohaman                                         |
| Centro        | Sylvestre Naah Ondoa Jean Marie Mama Pascal Anong Adibimé René Bell Luc Nicole Okala Bilaî Elie Essomba Tsoungui Emmanuel Nnemdé          | Laurent Nkodo Pius Ondoua Jean Marie Pongmoni                                  |
| Leste         | Charles Salé Isabelle Tokpanou Monique Ouli Ndongo Badel Ndanga Ndinga Benjamin Amama Amama Marie Claire Moampea Jean Mboundjo            | Joseph Roland Matta René Zé Nguelé Marlyse Aboui                               |
| Extremo Norte | Abba Boukar Hamadou Alioum Alhadji Julienne Djakaou Abdoulkarim Mahamat Mme Zakiatou Abdoulaye Wouyack Marava Martin Amrakaye             | Marouf Mahamat Bahar Jean-Baptiste Baskouda Dakolé Daïssala                    |
| Litoral       | Geneviève Tjoues Thomas Tobbo Eyoum Marie Armande Din Bell Roger Victor Mbassa Ndine Simon Kingué Jean Jules Ebongue Ngoh Claude Kemayou  | Madiba Songue David Siegfried Etame Massoma Pierre Flambeau Ngayap             |
| Norte         | Youssoufa Daoua Pierre Namio Yvonne Asta Ahmadou Alim Maurice Amidou Mme Adamou Bebnone Payounni                                          | Aboubakary Abdoulaye (1º vice-presidente) Aïcha Pierrette Hayatou Hamadou Abbo |
| Noroeste      | Simon Achidi Achu David Akwo Wallang Ignatius Dinga Emma Enoh Lafon John Wanlo Zacharie Awanga Stephen Yerima Jikong                      | Doh Gayonga III Francis Nkwain Fon Teiche Nje II                               |
| Sul           | Delphine Medjo Calvin Zang Oyono Samuel Obam Assam Grégoire Mba Mba Thérèse Eloumba Medjo Nnanga Ndoume Raymond Mbita Mvaebeme            | Pierre Henri Ngalli Ngoa François Xavier Menye Ondo Paulette Bisseck           |
| Sudoeste      | Tabe Tando Ndiep Nso Rebecca Amah Ankie Affiong Lucas Fontem Njifua Daniel Matute Agnès Ndode Ntube Andrew Moffa Otte Charles Mbella Moki | Peter Mafany Musonge Ngo Victor Mukete Essimi Simon Onjwo Anja                 |
| Oeste         | Jean Tsomelou Bernard Tantse Tagne Paul Tatchouang Delphine Metiedje Nguifo Tchetagne Etienne Sonkin Raoul Tchomnou Nono                  | Ibrahim Mbombo Njoya Victor Djomo Kamga Marcel Niat Njifenji (presidente)      |